# Ermanno VI di Weimar-Orlamünde
Ermanno VI di Weimar-Orlamünde, secondo un diverso metodo di conteggio Ermanno VIII, (... – 1372) fu conte di Weimar-Orlamünde della linea collaterale dinastia degli Ascanidi di Weimar-Orlamünde.
Ermanno VI era figlio del conte Ermanno IV e di sua moglie Mechthild († dopo il 1339), figlia del conte Federico di Rabenswalde († 1315) e di sua moglie Elisabetta, contessa di Mansfeld e Osterfeld († 1320). Nel 1328 sposò Caterina, una figlia di Ottone II di Anhalt ed Elisabetta di Meißen, che aveva sposato in seconde nozze suo fratello Federico nel 1322.
Ermanno succedette al fratello Federico come erede della contea nel 1365, ma si pose sotto la signoria feudale dei Wettin. Il suo matrimonio con Caterina generò due figlie.